# 다이라정 (나가사키현 기타마쓰우라군)
다이라정(平町)은 나가사키현 기타마쓰우라군에 있던 정이다. 현재의 사세보시에 해당한다.

## 역사
- 1889년 4월 1일 - 정촌제 시행에 의해 기타마쓰우라군 다이라촌이 성립하였다.
- 1949년 8월 1일 - 정으로 승격해 다이라정이 되었다.
- 1955년 4월 1일 - 고노우라촌과 합병해 우쿠정이 성립하여, 다이라정은 소멸하였다.

## 참고문헌
- 角川日本地名大辞典 42 長崎県